# Гуарапари (микрорегион)

Гуарапари на карте.

Гуарапари (порт. Microrregião de Guarapari) — микрорегион в Бразилии, входит в штат Эспириту-Санту. Составная часть мезорегиона Центр штата Эспириту-Санту. 
Население составляет 	185 114	 человек (на 2010 год). Площадь — 	2 102,212	 км². Плотность населения — 	88,06	 чел./км².

## Демография
Согласно сведениям, собранным в ходе переписи 2010 г. Национальным институтом географии и статистики (IBGE), население микрорегиона составляет:						
| Полное население                             | Полное население                             | Полное население                             | Полное население                             | 185 114 |
| -------------------------------------------- | -------------------------------------------- | -------------------------------------------- | -------------------------------------------- | ------- |
| в том числе:                                 | Городское население                          | 155 906                                      | Процент городского населения, %              | 84,22   |
|                                              | Сельское население                           | 29 208                                       | Процент сельского населения, %               | 15,78   |
|                                              | Мужское население                            | 91 761                                       | Процент мужского населения, %                | 49,57   |
|                                              | Женское население                            | 93 353                                       | Процент женского населения, %                | 50,43   |
| Плотность населения, чел/км²                 | Плотность населения, чел/км²                 | Плотность населения, чел/км²                 | Плотность населения, чел/км²                 | 88,06   |
| Население микрорегиона в % к населению штата | Население микрорегиона в % к населению штата | Население микрорегиона в % к населению штата | Население микрорегиона в % к населению штата | 5,27    |

## Статистика
- Валовой внутренний продукт на 2003 составляет 1 480 117 790,00 реалов (данные: Бразильский институт географии и статистики).
- Валовой внутренний продукт на душу населения на 2003 составляет 8429,43 реалов (данные: Бразильский институт географии и статистики).
- Индекс развития человеческого потенциала на 2000 составляет 0,783 (данные: Программа развития ООН).

## Состав микрорегиона
В составе микрорегиона включены следующие муниципалитеты:
1. Алфреду-Шавис
2. Аншиета
3. Гуарапари
4. Иконья
5. Пиума
6. Риу-Нову-ду-Сул